# Stupina, Constanța
Stupina este un sat în comuna Crucea din județul Constanța, Dobrogea, România. Se află în Podișul Casimcei. În trecut localitatea s-a numit Ercheșec (în turcă Erkeșek). La recensământul din 2002, satul avea o populație de 772 locuitori.